# Pterothorax

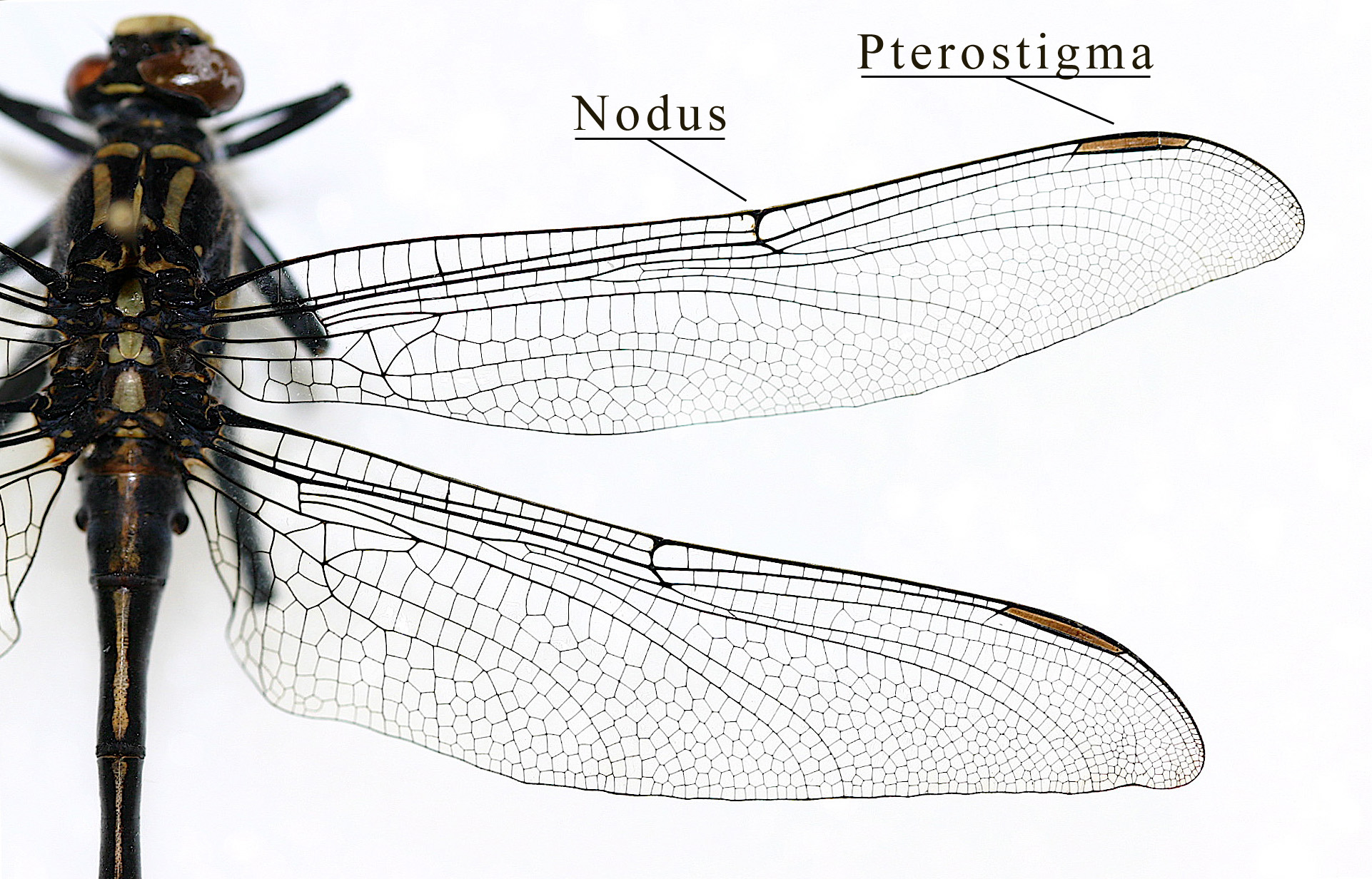
Libelle mit deutlich erkennbarem Pterothorax bestehend aus den beiden flügeltragenden Brustsegmenten

Der Pterothorax (vom griechischen pteron = „Flügel, Feder, Flosse“ und thorax = „Brustpanzer“) ist bei den Geflügelten Insekten der Teil des Brustabschnitts (Thorax), der die Flügel trägt. Er besteht entsprechend aus dem zweiten und dem dritten Brustsegment, dem Meso- und dem Metathorax. Neben den Flügel besitzen diese Brustsegmente auch das zweite und dritte Laufbeinpaar, im Innern sind die Abschnitte mit der Flugmuskulatur ausgestattet.

## Aufbau bei einzelnen Ordnungen

### Libellen

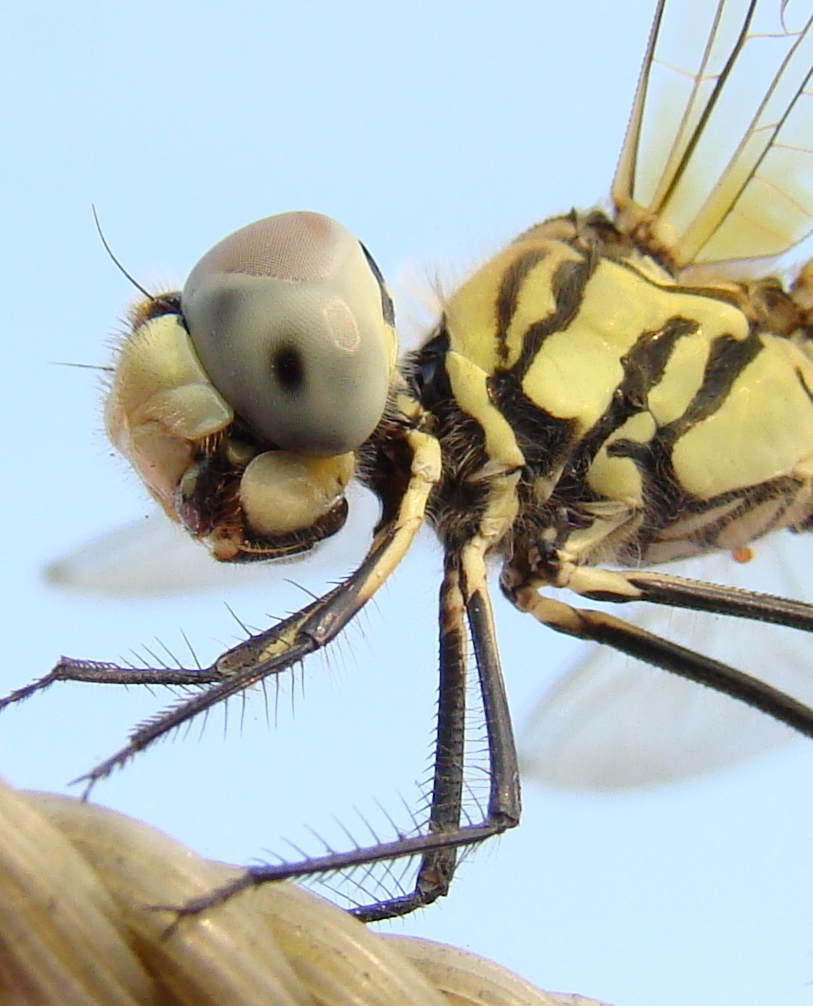
Pterothorax einer Libelle

Bei den Libellen weist der Pterothorax eine klare Ausrichtung nach hinten auf. Dies liegt daran, dass die Mesepisterna nach vorne verwachsen sind. Dort wo sie sich treffen bilden sie den dorsalen Kiel der nach hinten in den antealaren Kamm übergeht. Der von dort aus ausgehende und unter den Flügel verlaufende Kiel ist besonders bei den großen Kräften, die durch die großen Flügel der Libellen entstehen wichtig, um die Stabilität zu garantieren. Eine weitere Besonderheit bei den Libellen ist das der Meso- und der Metathorax, die bei den Larven noch getrennt sind, bei der Imago verschmolzen sind. Entlang der ehemaligen Grenzen befinden sich Verdickungen die der Struktur Stabilität geben. Zu guter Letzt sind auch die Metepisterna auf der Unterseite hinter den Beinen verwachsen, wodurch sich ein weiterer Kiel am hinteren seitlichen Rand des Pterothorax bildet. Weiter unterteilt wird der Pterothorax durch drei Pleurae. Das erste bildet das Mesopleura oder Humeral. Das zweite ist die schwach ausgeprägte Interpleuralfurche, die sich zwischen den verwachsenen Mes- und Metathorax befindet. Zuletzt befindet sich zwischen dem Mesepisternum und dem Mesepimeron die Metapleuralfurche.

## Belege
1. 1 2  
Pterothorax. In: Herder-Lexikon der Biologie. Spektrum Akademischer Verlag, Heidelberg 2003, ISBN 3-8274-0354-5.